# Polemika
Polemika (z řec. polemiké techné, válečnické umění) znamená původně umění sporu, později odborný, politický nebo umělecký spor vůbec.
Na rozdíl od diskuse a dialogu, které hledají spíše shodu, cílem polemiky je vyvrátit názor protivníka, případně ho i odborně nebo lidsky zpochybnit. Polemiky se obvykle vedou písemně, v denním nebo odborném tisku. Prostředkem polemiky jsou především argumenty, mohou to však být i různé informace nebo domněnky. Často se v polemikách užívaly a užívají též pomluvy, nepravdivá a zkreslená tvrzení a retorické triky, které popsal Karel Čapek v díle „Dvanáctero figur zápasu perem čili příručka písemné polemiky".
Protikladem polemiky jako útočné řeči je apologie jako řeč obranná, obhajoba.
Slovo polemika se do evropských jazyků rozšířilo z francouzštiny během 17. století. Řečnické polemiky se ovšem vyskytovaly už ve starověku, zejména jako soudní a sněmovní řeči; mezi slavné polemiky patřili Démosthenés, Cato starší, Cicero a další. Slavné křesťanské polemiky, týkající se náboženských a teologických otázek, vedli Tertullián, Ireneus, Ambrosius a Augustinus, ve středověku například Bernard z Clairvaux nebo William Ockham. Význam polemiky prudce vzrostl za reformace, kdy se polemické spisy a pamflety také tiskly.
| „            | Polemika má protivníka připravit o klid duše, ne ho urážet. | “ |
| — Karl Kraus |                                                             |   |